# Radůza

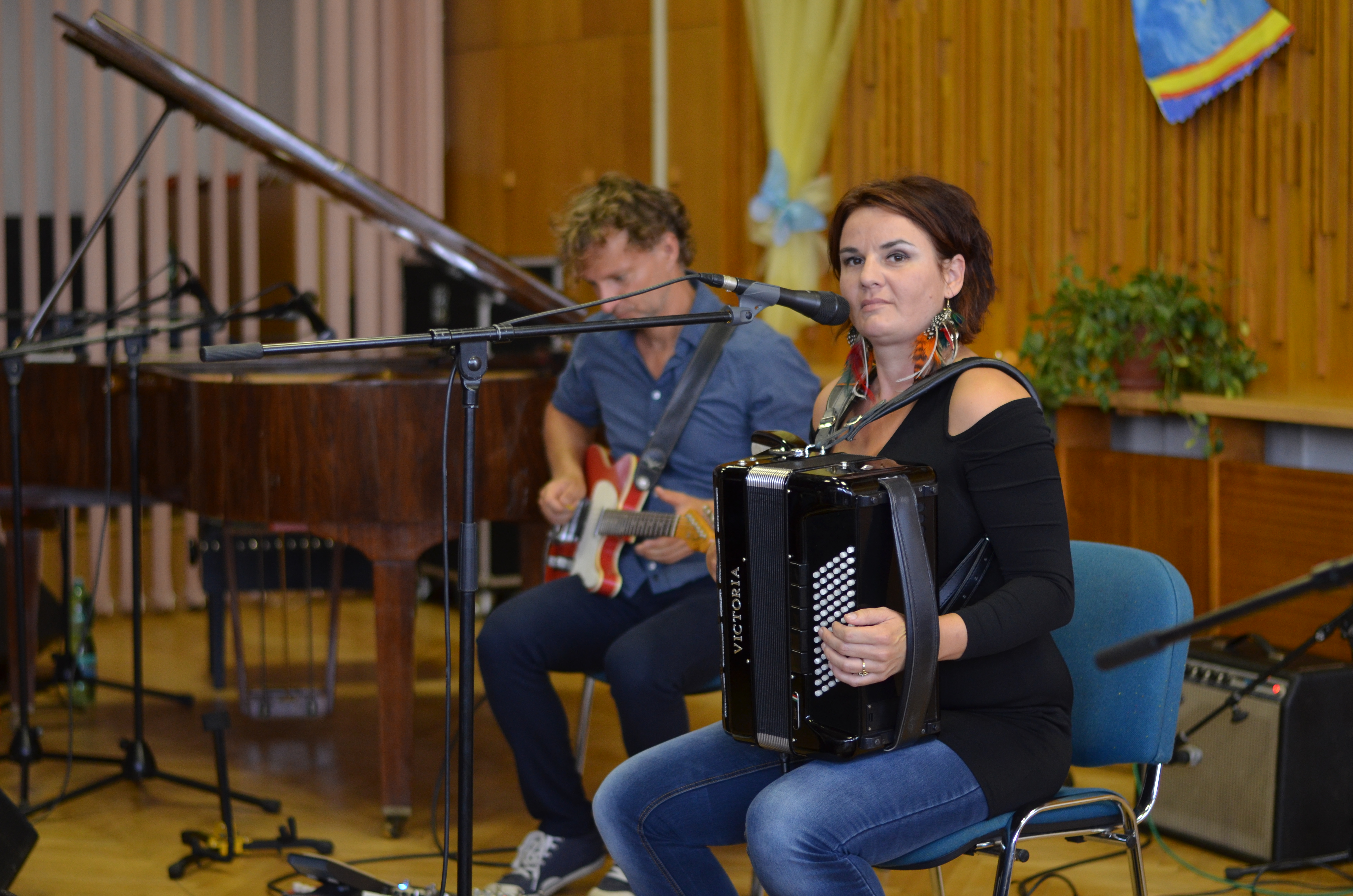
Radůza (2016)

Radůza (* 16. März 1973 in Prag; bürgerlich Radka Urbanová, geborene Vranková) ist eine tschechische Sängerin und Akkordeonistin. Sie singt Chansons, die stark von Folklore geprägt sind.
Radůza begann ihre Karriere als Straßenmusikerin in Prag und wurde 1993 von der Sängerin Zuzana Navarová entdeckt. Im selben Jahr trat sie im Palais Lucerna als Support für Suzanne Vega auf.
2001 schloss sie das Prager Konservatorium im Fach Komposition ab. Sie komponierte Bühnenmusik für mehrere Theater in Tschechien. 2003 erhielt sie den Musikpreis Anděl in den Kategorien Entdeckung des Jahres, beste Sängerin und Folk & Country. Radůza trat 2005 in Jan Hřebejks Film Kráska v nesnázích mit ihren Liedern auf.
Im Jahr 2010 gründete Radůza ihre eigenes Musiclabel. 2016 wurde ihre Kurzgeschichtensammlung Čáp nejni kondor publiziert.

## Alben
- Andělové z nebe (2001)
- ...při mně stůj (2003)
- V hoře (2005)
- Vše je jedním (2007)
- V salonu barokních dam (2007)
- O Mourince a Lojzíkovi aneb Pohádkové čtení se zpěvy (2008)
- Miluju vás (2010)
- Ocelový město (2012)
- Gaia (2014)
- Studna v poušti (2017)
- Muž s bílým psem (2018)
- Kupředu plout (2020)
- Nebe je otevřené (2022)